# Paramomum
Paramomum es un género de plantas con flores perteneciente a la familia Zingiberaceae con una sola especie, Paramomum petaloideum.